# Wilhelmine de Prusse (1751-1820)
Pour les articles homonymes, voir Wilhelmine de Prusse.
Wilhelmine de Prusse, née Frederika Sophia Wilhelmina, née le 7 août 1751 à Berlin, morte le 9 juin 1820 à Het Loo, est la fille du prince Auguste-Guillaume de Prusse (1722-1758) et de Louise-Amélie de Brunswick-Wolfenbüttel.
Nièce du roi Frédéric II de Prusse (+1786) et sœur du roi Frédéric-Guillaume II de Prusse, elle est l'épouse de Guillaume V d'Orange-Nassau, stathouder des Provinces-Unies, et la mère de Guillaume VI : par son action en politique intérieure et internationale, elle contribue à faire de celui-ci le fondateur de la dynastie des Pays-Bas régnante depuis 1813.

## Biographie

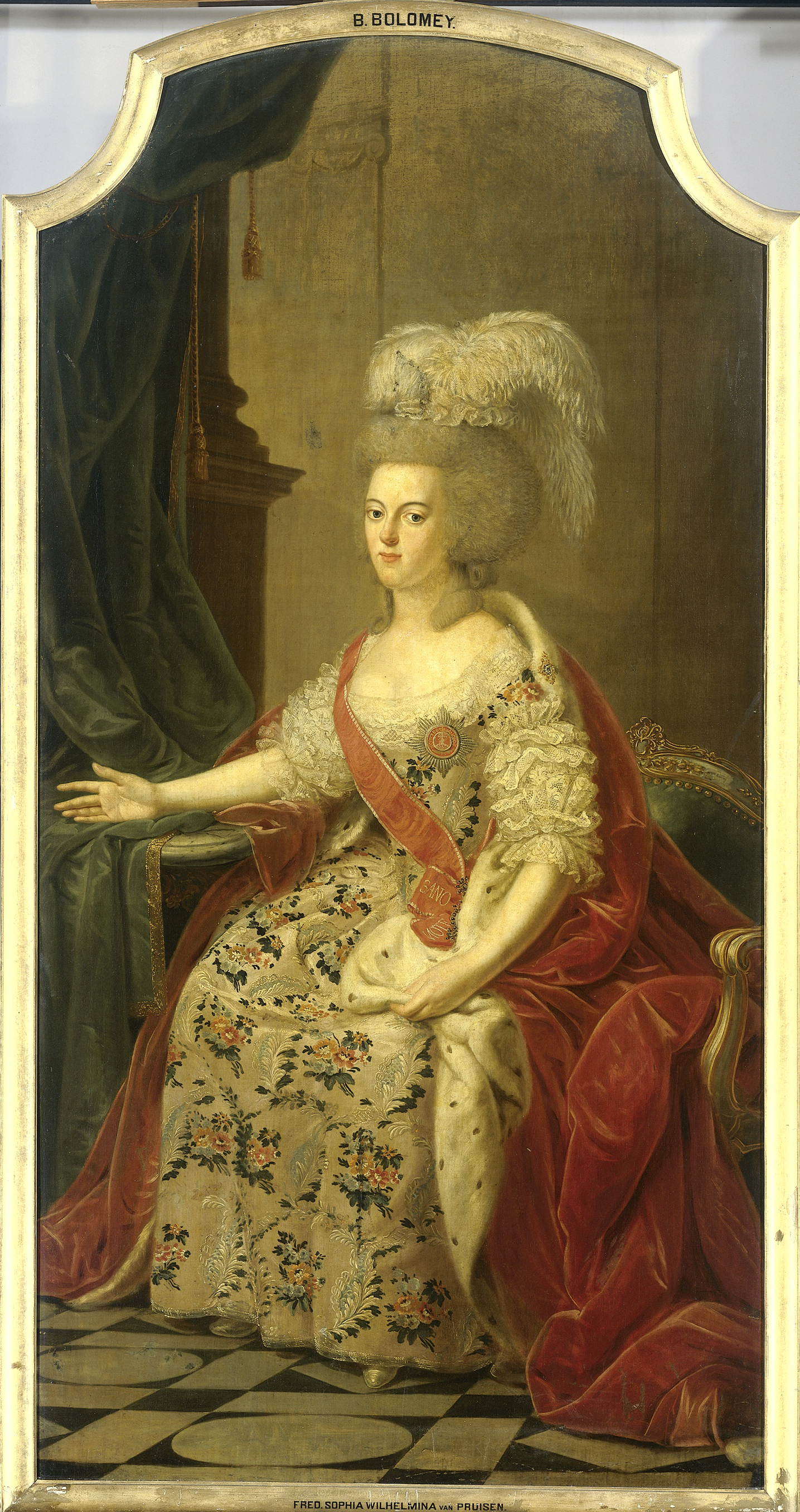
Wilhelmine de Prusse, princesse d'Orange.

Wilhelmine est une femme fière et politiquement ambitieuse. Elle se marie, le 4 octobre 1767 à Berlin, avec Guillaume V d'Orange-Nassau, stathouder des Provinces-Unies.
Quand la révolution batave éclate dans les Provinces-Unies et que Guillaume déplace sa cour en Gueldre, elle tente de retourner dans la capitale, La Haye. Le 28 juin 1787, elle est arrêtée à Goejanverwellesluis (en) et en fin de journée on la renvoie rejoindre Guillaume à Nimègue.
Elle et son frère le roi Frédéric-Guillaume II de Prusse, qui règne depuis à peine un an, se sentent insultés : une armée prussienne commandée par le feld-maréchal duc de Brunswick envahit les Provinces-Unies le 13 septembre 1787. De nombreux rebelles doivent fuir vers la France ; Guillaume V reprend le pouvoir, son gouvernement étant dirigé de fait par le grand-pensionnaire Laurens Pieter van de Spiegel dont Wilhelmine appuie la politique de renforcement du pouvoir central,.
En 1790, Wilhelmine et Guillaume V marient leur fille Frédérique au prince héritier de Brunswick, Charles-Georges-Auguste de Brunswick-Wolfenbüttel, fils du feld-maréchal et proche des rois de Prusse et de Grande-Bretagne. En 1791, leur fils aîné épouse sa cousine prussienne et homonyme de sa mère : Wilhelmine de Prusse (1774-1837).
Cependant, en 1795, les patriotes reviennent au pays avec l'appui de la France et rétablissent la République batave. Le jeune Guillaume VI se réfugie chez son allié et son cousin George III du Royaume-Uni tandis que Guillaume V et Wilhelmine vivent tantôt à Kew, tantôt à Nassau et à Brunswick où Guillaume meurt. Wilhelmine et sa fille Frédérique, toutes deux veuves en 1806, vivent ensemble dans différentes villes de la confédération du Rhin.
Pendant la campagne d'Allemagne de 1813, alors que les armées de la Sixième Coalition chassent Napoléon d'Allemagne et que Guillaume VI, réfugié en Grande-Bretagne, se prépare à débarquer aux Pays-Bas avec le soutien des Britanniques, Wilhelmine entreprend de créer une Légion hollandaise d'Orange (nl) (en néerlandais : Oranje Legioen) afin de libérer la Hollande. Le 28 octobre 1813, son frère le roi de Prusse Frédéric-Guillaume III l'autorise à ouvrir un bureau de recrutement à Berlin et entraîner ses volontaires à Schwedt-sur-Oder. Mais il ne lui fournit pas de subsides et Wilhelmine doit mettre en gage ses propriétés pour financer la Légion. La reddition de la garnison française de Stettin, encerclée par les Prussiens et les Russes, le 30 novembre 1813, permet d'obtenir le ralliement du 3e bataillon du 123e  régiment de ligne, de recrutement néerlandais. La Légion d'Orange est rattachée à l'armée du Nord commandée par Bernadotte. Guillaume, considéré comme un allié de la Coalition, est proclamé souverain d'un royaume uni hollando-belge sous le nom de Guillaume Ier des Pays-Bas,. Wilhelmine et sa fille reviennent aux Pays-Bas en 1814. Le fils et héritier de Guillaume, de même prénom que lui, épouse la grande-duchesse Anna Pavlovna de Russie, sœur du tsar Alexandre Ier, mettant son nouveau royaume sous la protection de la Russie.
Un portrait équestre de Wilhelmine par Tethart Philipp Christian Haag (en) est conservé au Rijksmuseum d'Amsterdam.

## Enfants

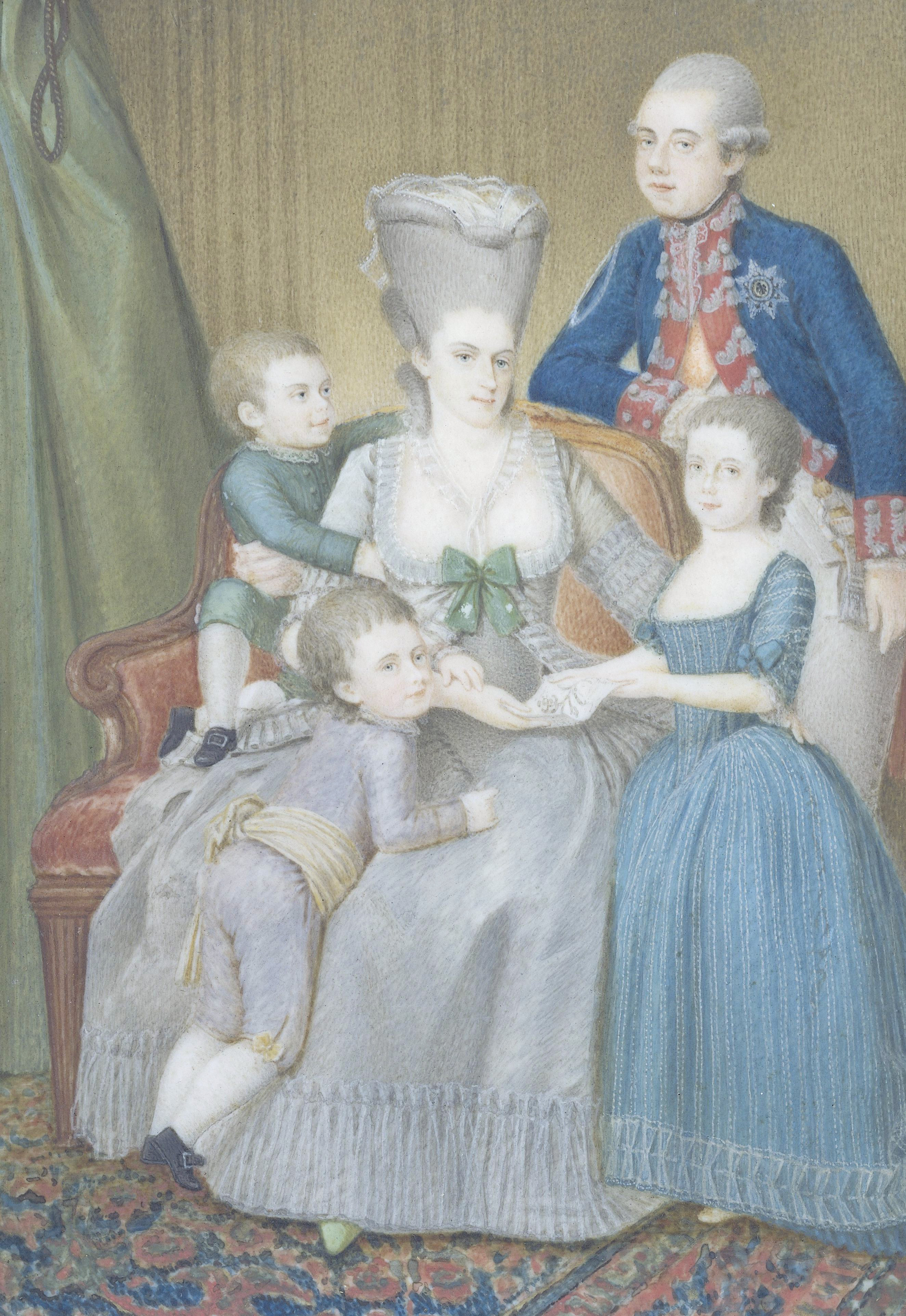
La famille princière d'Orange-Nassau.

Wilhelmine et Guillaume V d'Orange-Nassau eurent cinq enfants :
- Un fils sans nom (23 mars - 24 mars 1769) ;
- Frédérique Louise Wilhelmine (La Haye, 28 novembre 1770 - La Haye, 15 octobre 1819), mariée à La Haye le 14 octobre 1790 à Charles, prince héritier de Brunswick (Londres, 8 février 1766 - château d'Antoinettenruh (de), 20 septembre 1806), fils de Charles-Guillaume-Ferdinand de Brunswick et d'Augusta de Hanovre, sans descendance.
- Un fils sans nom (né et décédé le 6 août 1771).
- Guillaume, roi des Pays-Bas en 1815 (25 août 1772 - 12 décembre 1843) épousa en 1791 Wilhelmine de Prusse (1774-1837).
- Guillaume-Georges-Frédéric d'Orange-Nassau (La Haye, 15 février 1774 - Padoue, 6 janvier 1799), célibataire et sans descendance.